# Salvatore Maccali
Salvatore Maccali (* 2. April 1955 in Mailand) ist ein ehemaliger italienischer Radrennfahrer.

## Sportliche Laufbahn
Maccali war im Straßenradsport aktiv. Als Amateur bestritt er mit der Nationalmannschaft 1977 den Grand Prix Guillaume Tell und gewann dort einen Tagesabschnitt. In der nationalen Straßenmeisterschaft der Amateure wurde er hinter Corrado Donadio Zweiter. Bei den Straßenradsport-Weltmeisterschaften 1977 in San Cristóbal gewann er beim Sieg seines Landsmannes Claudio Corti die Bronzemedaille. Im Giro Ciclistico d’Italia holte er 1977 einen Etappensieg.
1978 wurde er Berufsfahrer im Radsportteam Bianchi-Faema und blieb bis 1985 als Radprofi aktiv. Sein bedeutendster Erfolg als Radprofi war der Gewinn einer Etappe in der Vuelta a España 1978. 1980 wurde er im Giro dell’Etna Dritter.
| Grand Tour            | 1978 | 1979 | 1980 | 1981 | 1982 | 1983 | 1984 | 1985 |
| --------------------- | ---- | ---- | ---- | ---- | ---- | ---- | ---- | ---- |
| Vuelta a EspañaVuelta | 49   | –    | –    | –    | –    | 50   | 39   | –    |
| Giro d’ItaliaGiro     | –    | 48   | –    | 59   | DNF  | 59   | 30   | 41   |
| Tour de FranceTour    | –    | –    | –    | –    | –    | –    | –    | –    |